# Совет Рабочей и Крестьянской Обороны
Сове́т рабо́чей и крестья́нской оборо́ны (Совет обороны, СРКО) — чрезвычайный высший орган Советской России, действовавший в условиях Гражданской войны и военной интервенции в 1918—1920 годах, главный военно-хозяйственный центр РСФСР, обладавший всей полнотой власти в деле мобилизации сил и средств на военные нужды для защиты Советской республики.
В апреле 1920 года был реорганизован в Совет труда и обороны РСФСР (позже — СССР (СТО СССР)).

## История и деятельность
В годы Гражданской войны и военной интервенции в Советской России параллельно с конституционными (Всероссийский съезд Советов, ВЦИК РСФСР, СНК РСФСР, местные Советы и их исполкомы) создавались чрезвычайные высшие и местные органы власти. Совет рабочей и крестьянской обороны был образован Постановлением ВЦИК от 30 ноября 1918 года во исполнение Постановления ВЦИК от 2 сентября 1918 года «Советская республика — военный лагерь».
Совет обороны являлся главным чрезвычайным военно-хозяйственным и планирующим центром Республики в период войны. Под контроль Совета была поставлена деятельность Реввоенсовета и других военных органов.
Председателем Совета обороны был назначен В. И. Ленин, как председатель СНК РСФСР. Кроме него в состав Совета вошли: Председатель Реввоенсовета Республики Л. Д. Троцкий, нарком путей сообщения В. И. Невский, заместитель наркома продовольствия Н. П. Брюханов, Председатель Чрезвычайной комиссии по производству предметов снабжения (позднее — Чрезвычайная комиссия по снабжению Красной Армии) Л. Б. Красин и представитель ВЦИК И. В. Сталин. Секретарём Совета была назначена секретарь СНК Л. А. Фотиева.
Главной особенностью чрезвычайного органа Гражданской войны было то, что он не подменял собой партийные, правительственные и военные органы, а выполнял, в первую очередь, координирующие функции. В частности, взаимоотношения Совета обороны и СНК определялись вхождением всех членов первого в состав второго и общим председательством. Благодаря этому Совет стал фактически постоянным военно-хозяйственным комитетом рабоче-крестьянского правительства.

«Совету принадлежит согласование и усиление деятельности ведомств в области обеспечения обороны страны и хозяйственного строительства»— Положение «О Совете рабочей и крестьянской обороны» от 3 ноября 1918 года
В своей работе Совет опирался на институт чрезвычайных уполномоченных. Постановления Совета обороны были обязательны для центральных и местных ведомств и учреждений, для всех граждан.
Деятельность Совета, в основном, касалась тем, связанных с войной, таких как борьба с дезертирством, организация мобилизации, Всевобуча и т. д. Перед Советом были поставлены задачи повсеместного повышения производительности труда для снабжения армии, обеспечения продовольствием армии, флота, Москвы, Петрограда и других промышленных центров, бесперебойной работы продовольственных и транспортных органов, установления военной дисциплины в армии, на флоте, продовольственной и транспортной сферах. Одним из важнейших направлений являлось законодательное обеспечение эффективного функционирования государственного аппарата, полное и своевременное выполнение местными органами власти директив высшего руководства. С целью решения поставленных задач при Совете создавались и действовали соответствующие комитеты и комиссии.
Так, в конце декабря 1918 года для непосредственного осуществления мер по борьбе с дезертирством учреждалась Центральная временная комиссия в составе представителей Всероссийского Главного штаба, Всероссийского бюро военных комиссаров и Народного комиссариата внутренних дел. В принятых Советом постановлениях «О дезертирстве», «О мерах борьбы с дезертирством» и «О мерах к искоренению дезертирства» оно приравнивалось к предательству и квалифицировалось как одно из самых тяжких и позорных преступлений.
В условиях войны ключевым являлся вопрос сохранения и пополнения численности войск. Попытки основать многомиллионную РККА на добровольных началах под лозунгом «Социалистическое Отечество в опасности!» оказались безуспешными, необходимо было осуществлять быстрый переход к мобилизации. Исходя из этой необходимости 29 мая 1918 года на основании Постановления ВЦИК «О принудительном наборе в рабоче-крестьянскую армию» был начат призыв в Красную армию. Получив соответствующие полномочия, Совет обороны 12 мая 1919 года принял Постановление «О призыве на военную службу солдат расформированной старой армии, возвратившихся или возвращающихся из плена». Тем же целям служили Постановления Совета рабочей и крестьянской обороны «О призыве на военную службу граждан, родившихся в 1901 г.», «О призыве на военную службу граждан, родившихся в 1888, 1887 и 1886 гг.», «О явке к призыву лиц, скрывающих своё бывшее офицерское звание» и другие. Все уклонившиеся от призыва и лица, их укрывающие, подлежали суровой ответственности на основании законов военно-революционного времени.
В результате, если в середине 1918 года в Красной армии находилось под ружьём 378 тысяч человек, к концу года — 1700 тысяч, то к концу 1919 года в ней насчитывалось 4400 тысяч человек, а в 1920 году — уже 5300 тысяч
Безусловно необходимой в условиях массового военного призыва являлась система обязательной военной подготовки граждан — Всевобуч (всеобщее военное обучение). Решение о её создании было принято в марте 1918 года VII съездом РКП(б) и IV Чрезвычайным съездом Советов, а юридическим оформлением стал Декрет ВЦИК от 22 апреля 1918 года «Об обязательном обучении военному искусству». С целью уточнения положений Декрета 24 сентября 1919 года Совет обороны принял Постановление «Об организации Всеобщего военного обучения трудящихся».
Под общим руководством возглавляемой Л. Б. Красиным комиссии по снабжению во второй половине 1918 года Красная Армия получила от органов снабжения за счёт запасов старой армии и нового производства свыше 2 тыс. орудий, около 4,5 млн снарядов, 8 тыс. пулемётов, свыше 900 тыс. винтовок, более 500 млн патронов, 75,5 тыс. револьверов, свыше 1,5 млн револьверных патронов, около 1 млн ручных гранат.
При Совете обороны помимо упомянутых выше действовали Особый комитет по проведению военного положения на железных дорогах республики, Центральная комиссия по приисканию и распределению помещений для Красной армии и другие.
В целях обеспечения эффективного функционирования государственного аппарата, полного и своевременного выполнения местными органами власти директив высшего руководства 8 декабря 1918 года Совет принял Постановление «О точном и быстром исполнении распоряжений центральной власти и устранении канцелярской волокиты». В обязанность областным и местным Советским учреждениям вменялось исполнять постановления и распоряжения центральной власти точно и беспрекословно. Чрезмерно разросшуюся ведомственную переписку и тормозящую работу канцелярскую волокиту в центре и на местах было предписано пресечь в корне. Распоряжения центральной власти следовало исполнять быстро, без промедления, заменяя переписку переговорами по телефону, деловые бумаги телефонограммами, обязательно проверяя исполнение каждого предписания, каждого распоряжения. Нарушители Постановления привлекались к ответственности по всей строгости революционных законов.
Через деятельность Совета в числе прочих решались проблемы областничества, произвольных арестов на местах и т. п. Так, 14 декабря 1918 года было принято Постановление «О производимых Всероссийской чрезвычайной комиссией арестах ответственных служащих и специалистов». ВЧК и её местным органам предписывалось предварительно извещать соответствующее ведомство относительно своих постановлений об арестах ответственных работников Советских учреждений, а также всех специалистов, инженеров и техников, занятых в промышленных предприятиях и на железных дорогах. Не позднее 48 часов после ареста следовало извещать о нём соответствующее учреждение, сообщая также о существе предъявленного арестованному обвинения. Освобождение из-под ареста было возможно в случае представления письменного поручительства народными комиссариатами, городскими и губернскими комитетами РКП(б), губернскими и городскими Советами депутатов, а также профессиональными союзами.
Начавшаяся в годы Первой мировой войны и Временного правительства разруха народного хозяйства в первые месяцы Советской власти ещё более усугубилась. Для облегчения переживаемого страной топливного кризиса Совет обороны 19 ноября 1919 года принял Постановление «О натуральной, трудовой и гужевой повинности». Трудовой повинности по заготовке, погрузке и выгрузке топлива подлежали все граждане мужского пола в возрасте от 35 до 50 лет, кроме явно неспособных к труду, и лица женского пола от 18 до 40 лет. Оплата труда привлеченных к выполнению трудовой повинности производилась по тарифу соответствующих профсоюзов.
С начала 1920 года в связи с улучшением военной обстановки в стране на первый план выдвинулись вопросы восстановления экономики и перевода её на мирные рельсы, что соответственно отразилось и в названии Совета рабочей и крестьянской обороны. 7 апреля 1920 года он был переименован в Совет обороны и труда, а 14 апреля — в Совет труда и обороны, что, однако, не сопровождалось какой-либо реорганизацией данного органа. И лишь после VIII Всероссийского съезда Советов (22—29 декабря 1920 года) Совет труда и обороны (СТО) юридически оформился как комиссия Совнаркома РСФСР.